# Dolna Gwinea
Dolna Gwinea – region Gwinei. Rozciąga się od południowej Ghany do Gabonu.